# 백기 (백제)
백기(苩奇, ?~?)는 백제 무왕(武王) 때의 장군으로, 대성팔족(大姓八族) 중의 하나인 백씨(苩氏) 출신 귀족이다.

## 생애
달솔(達率)을 지냈다.
602년(무왕 3) 8월, 백제 무왕(武王)이 친히 신라의 아막산성(阿莫山城 : 전라북도 남원시 운봉읍)을 공격했다가 패하였고, 좌평(佐平) 해수(解讎) 역시 4만의 대군을 이끌고 신축한 신라의 소타(小陁)·외석(畏石)·천산(泉山)·옹잠(甕岑) 등 4성을 공격했다가 목숨만 건질 정도로 참패하였다.
14년 후인 616년(무왕 17) 10월, 다시 신라의 아막산성을 공격하려는 무왕의 왕명을 받아 군사 8,000명을 거느리고 아막산성을 공략하였으나, 역시 이기지 못하고 돌아왔다.

## 주해
1. ↑   백제본기 본문에는 모산성(母山城)으로 적혀 있으나, 아막산성과 같은 성이다.
2. ↑   이 기록은 백제본기 말고 신라본기에도 있는데, 둘 다 승패에 관한 언급이 없는 것으로 보아 백제가 공략에 실패한 듯 하다.[출처 필요]